# Кармона, Джанкарло
Джанка́рло Кармо́на Мальдона́до (исп. Giancarlo Carmona Maldonado; род. 12 октября 1985, Лима) — перуанский футболист, выступающий на позиции защитника. Бронзовый призёр Кубка Америки 2011 года в составе национальной сборной Перу.

## Клубная карьера
Кармона является воспитанником академии клуба «Кантолао». В период с 2005 по 2006 год он играл за «Универсидад Сан-Маркос» во втором дивизионе Перу. В 2007 году перешёл в клуб «Альянса Атлетико» и дебютировал за команду в элитном дивизионе в феврале того же года.
21 июля 2008 года Кармона был представлен в качестве нового игрока «Университарио», инициатором перехода был главный тренер команды Рикардо Гарека. Его первый гол в профессиональной карьере был забит в матче против «Атлетико Минеро» на стадионе «Монументаль», матч закончился со счетом 1:1. В 2009 году входил в состав чемпионской команды «Университарио», появляясь на поле в стартовом составе, либо выходя на замену на правом фланге обороны или атаки. В следующем сезоне стал постоянным игроком стартового состава своей команды и дошёл до 1/8 финала Кубка Либертадорес, что принесло ему международное внимание.
22 декабря 2010 года, после того как «Университарио» квалифицировался на Южноамериканский кубок 2011 года, Кармона покинул команду и стал первым усилением аргентинского клуба «Сан-Лоренсо» на 2011 год, подписав трёхлетний контракт. Сумма трансфера составила 500 000 долларов за 50 % трансфера, поскольку у Джанкарло всё ещё был контракт с «Университарио». Первые полгода, проведённые в «Сан-Лоренсо», прошли для Кармоны успешно, он принял участие в 15 матчах и забил 1 гол на турнире Клаусуры, за что получил вызов в сборную на Кубок Америки. СМИ сообщали о возможном трансфере перуанского защитника в бременский «Вердер», а спортивный директор команды подтвердил интерес. Однако после Кубка Америки Джанкарло вернулся в аргентинский клуб с травмой, в результате чего игровое время в команде резко сократилось и он сыграл всего в двух играх в Апертуре и в одном в Кубке Аргентины за полгода.
После того, как игрок перестал входить в планы «Сан-Лоренсо», сообщалось, что игрок близок к переходу на правах аренды в парагвайскую «Олимпию». Однако в конечном итоге 5 января 2012 года об аренде Кармоны на 6 месяцев с возможностью продления объявил клуб «Альянса Лима». В составе команды играл на Кубке Либертадорес 2012 года, однако не сумел выйти в плей-офф. Из-за финансовых проблем «Альянсы» Джанкарло Кармона решил не продлевать своё пребывание в клубе и позже подписал арендный договор на полгода с клубом «Спортинг Кристал». В составе команды провёл 8 матчей, а по итогам сезона клуб сумел завоевать чемпионский титул.
По возвращении из аренды провёл полгода без игровой практики, после чего 6 августа 2013 года перешёл на правах аренды в клуб «Хосе Гальвес», боровшийся за выживание. Кармона получил капитанскую повязку в новом клубе и принял участие в 15 матчах, но не смог спасти команду от вылета из чемпионата и итогового последнего места. Следующей и последней арендной остановкой Кармоны в январе 2014 года стала команда высшего дивизиона Перу «Кахамарка». В составе «Кахамарки» провёл 2 матча в Южноамериканском кубке и был игроком стартового состава, по итогам сезона финишировал на 13-м месте.
В 2015 году после окончания контракта Кармона был близок к переходу в «Депортиво Мунисипаль», но в последнюю минуту подписал контракт с клубом «Мушук Руна», где также играл бывший игрок сборной Аргентины Кристиан Сельяй. В эквадорском клубе Джанкарло стал незаменимым игроком стартового состава, пропустив лишь два матча и выйдя в стартовом составе во всех остальных, а его команда финишировала восьмой по итогам сезона. 27 января 2016 года перешёл в клуб-аутсайдер чемпионата Перу «Аякучо», снова закрепившись в основе и финишировав на 14 месте. 7 января 2017 года вернулся в «Кантолао», впервые в истории вышедший в чемпионат Перу. В качестве «железного» игрока стартового состава Кармона помог родному клубу занять 12-е место и сохранить место в элитном дивизионе.
4 января 2018 года Кармона подписал контракт с одним из лидеров чемпионата «Мельгаром». Первый сезон в «Мельгаре» сложился для защитника успешно: он практически не пропускал матчи своей команды, стал победителем Клаусуры Перу и финишировал на 2-м месте в турнирной таблице, а кроме того, принял участие в квалификационном раунде Кубка Либертадорес, где был удалён в концовке ответного матча. В матче плей-офф за звание чемпиона лиги Кармона отметился забитым мячом, однако клуб уступил в полуфинале в серии пенальти. В следующем сезоне он сыграл в групповом этапе Кубка Либертадорес, однако для команды сезон сложился менее успешно, «Мельгар» финишировал на 6-м месте.
В конце 2019 года стало известно, что Кармона покинул «Мельгар» и стал игроком «Спорт Уанкайо». В составе команды принял участие в двух розыгрышах Южноамериканского кубка 2020 и 2021 годов, а его команда финишировала на 6-м и 11 месте соответственно. 20 ноября 2021 года в третий раз в своей карьере присоединился к «Кантолао». В сезоне 2022 года Кармона установил рекорд личной результативности, отметившись голами в трёх матчах и внеся свой вклад в сохранение прописки в высшем дивизионе. Однако сезон 2023 года стал для «Кантолао» провальным, в Апертуре команда сумела набрать только 9 очков в 18 матчах и по итогам сезона заняла последнее место. Последний матч в профессиональной карьере Кармона провёл 4 июня 2023 года, не сыграв ни минуты за клуб во второй половине сезона. С 2024 года выступает в третьем дивизионе Перу за клуб «Леон де Уануко».

## Карьера в сборной
Дебют Кармоны за национальную сборную Перу состоялся 29 марта 2011 года в товарищеском матче против сборной Эквадора, завершившемся со счетом 0:0.
В том же году был вызван тренером сборной Серхио Маркаряном на Кубок Америки в Аргентине. Начиная со второго матча группового этапа, стал игроком стартового состава команды на турнире. Принял участие в матчах группового этапа против Мексики (1:0) и Чили (0:1), однако по ходу последнего матча был удалён с поля за конфликт с Жаном Босежуром. Отбыв дисквалификацию, вернулся на поле в проигранном полуфинале против Уругвая (0:2), после чего его сборная сумела завоевать бронзовые медали турнира по итогам матча за 3-е место против Венесуэлы (4:1).
Всего в течение карьеры в национальной команде провёл в её форме пять матчей, все из которых пришлись на 2011 год.

## Достижения
«Университарио»
- Чемпионат Перу: 2009

«Спортинг Кристал»
- Чемпионат Перу: 2012

«Мельгар»
- Клаусура Перу: 2018